# Красов Олексій Ігорович
Красов Олексій Ігорович (нар. 13 листопада 1987, Харків, УРСР) — український політик, підприємець. Народний депутат України IX скл. від партії Слуга народу. Член Комітету з питань енергетики та житлово-комунальних послуг ВРУ.

## Життєпис
Закінчив Харківський університет радіоелектроніки за спеціальностями «програмна інженерія» та «економічна кібернетика», а також Харківський університет внутрішніх справ за фахом «право». Керував підприємствами у сфері будівництва та управління нерухомістю.

## Політика
У 2010 році Красов балотувався до Харківської міської ради у окрузі № 10 від партії «Сильна Україна». Був помічником депутата 6 скликання Харківської міської ради від «Сильної України» Романа Ярового. Красов очолював партійну організацію «Сильної України» у Новобаварському районі Харкова.
2019 року обраний народним депутатом від партії «Слуга народу»..
У ВРУ IX скликання — член Комітету з питань антикорупційної політики, голова підкомітету з питань протидій корупції у сфері екології та природокористування. Входить до об'єднання «Слобожанщина» і «Blockchain4Ukraine».
Є членом кількох тимчасових слідчих комісій ВРУ: ТСК із розслідування кризових явищ на енергетичному ринку України. Два роки був членом ТСК із питань захисту прав інвесторів.
Заступник керівника групи ВРУ з міжпарламентських зв'язків з Казахстаном, член депутатських груп ВРУ з міжпарламентських зв'язків із Великою Британією, Естонією, Італією, США, Туреччиною, Швейцарією.
Голосував за проєкт постанови 0901-П «Про скасування рішення Верховної Ради України від 16.01.2020 року про прийняття у другому читанні та в цілому як закону України проєкту Закону України „Про повну загальну середню освіту“», закону, який не передбачає існування російськомовних шкіл.

## Громадська діяльність
2023 року з народним депутатом Павлом Якименком за сприяння Харківської ОВА організував оздоровлення для дітей з дитячих будинків сімейного типу та в сім'ях опікунів. 50 дітей побували на відпочинку в Болгарії.

## Родина
- Дружина — Марія Красова;
- Син і донька.[20]